# Gunnar Johansson (Psychologe)
Gunnar Johansson (* 5. Januar 1911 in der Provinz Uppland, Schweden; † 28. Dezember 1998 in Schweden) war ein schwedischer Psychologe und Psychophysiker.

## Laufbahn
Johansson konnte erst im Alter von 27 Jahren nach nur sechs Jahren formaler Schulausbildung mit einem Zugangsexamen in Uppsala ein Studium der Pädagogik, Psychologie, Geschichte und Philosophie beginnen. 1943 erwarb er sein Lizenziat, im Jahr 1950 sein Doktorat bei David Katz mit seiner Dissertation „Configurations in event perception“ (Konfigurationen in der Ereigniswahrnehmung) am Stockholm University College. Von 1957 bis 1977 war er Professor für Psychologie an der Universität Uppsala. Sein Spezialgebiet, auf dem er mit seinen Forschungen weltweit bekannt wurde, war die Bewegungswahrnehmung. Auf diesem Gebiet entwickelte er auch die Wahrnehmungsforschung der Gestalttheorie wesentlich weiter.
1970 wurde Johansson zum Mitglied der Königlich Schwedischen Akademie der Ingenieurwissenschaften gewählt, 1986 verlieh ihm die American Psychological Association (APA) den „APA Award for Distinguished Scientific Contributions to Psychology“, 1989 die internationale Gesellschaft für Gestalttheorie und ihre Anwendungen (GTA) den Wolfgang-Metzger-Preis.